# Deutscher Literaturfonds
Der Deutsche Literaturfonds ist ein gemeinnütziger Verein zur Förderung der deutschsprachigen Literatur.

## Geschichte
Der Deutsche Literaturfonds wurde 1980 gegründet und hat seinen Sitz in Darmstadt. Gründungsmitglieder sind der Börsenverein des Deutschen Buchhandels, die Deutsche Akademie für Sprache und Dichtung, der Deutsche Bibliotheksverband, der Freie Deutsche Autorenverband, der Verband deutscher Schriftsteller, das P.E.N.-Zentrum Deutschland und die Verwertungsgesellschaft Wort.

## Aufgaben und Ziele
Vom Staatsministerium für Kultur und Medien erhält er jährlich 2.000.000 Euro, mit denen unter anderem deutschsprachige Schriftsteller in Form von Arbeitsstipendien unterstützt werden. Sie sind zurzeit mit 3.000 Euro pro Monat dotiert und haben eine maximale Laufzeit von einem Jahr. Seit 2004 gehört auch die „Sicherung wichtiger literarischer Traditionen“ zu den Aufgaben des Literaturfonds. Daneben fördert er Maßnahmen zur Vermittlungsförderung und ist auch eigeninitiativ tätig.
Jährlich verleiht er den Großen Preis des Deutschen Literaturfonds (bis 2019: Kranichsteiner Literaturpreis). Daneben vergibt er ein New-York-Stipendium und ein London-Stipendium, verleiht einen Förderpreis und den Paul-Celan-Preis für literarische Übersetzungen.

## Gremien
Wichtigstes Gremium ist das zweimal jährlich tagende Kuratorium, das ausnahmslos über alle Fördermaßnahmen entscheidet. Die Amtszeit eines Kuratoriumsmitglieds beträgt zwei Jahre und kann einmal verlängert werden. Derzeit gehören diesem Gremium an: Anke Büttner (für den Deutschen Bibliotheksverband), Sebastian Guggolz (für den Börsenverein des Deutschen Buchhandels), Norbert Niemann (für das Kulturwerk deutscher Schriftsteller im VS), Ulf Stolterfoht (für die Deutsche Akademie für Sprache und Dichtung), Moritz Staemmler (für die VG Wort), Manfred Luckas (für den Freien Deutschen Autorenverband), und Hans Thill (für das P.E.N.-Zentrum Deutschland). An den Sitzungen nimmt beobachtend stets auch ein Vertreter der Beauftragten der Bundesregierung für Kultur und Medien teil.
Weitere Gremien sind der Vorstand (z. Zt. Susanne Fischer [geschäftsführend], Ingo Schulze und Bettina Fischer) sowie die Mitgliederversammlung.

## Mitarbeiter
Für Projekte und Gutachten ist seit 2002 der Literaturwissenschaftler Gunther Nickel zuständig. Ab 15. August 2023 übernimmt Lars Birken-Bertsch die Geschäftsführung und folgt auf Bernd Busch, der seit 2003 als nebenamtlicher Geschäftsführer der Generalsekretär der Deutschen Akademie für Sprache und Dichtung fungierte. Um Verwaltung und Organisation kümmern sich Sabine Rössler und Christiane Stumpf.